# Milson
Pour l’article homonyme, voir Milson (Shropshire).
Milson Ferreira dos Santos, plus communément appelé Milson (né le 24 novembre 1977 à Cuiabá au Mato Grosso) est un joueur de football brésilien, qui évolue au poste d'attaquant.